# Фольмарштайн
Руины крепости Фольмарштайн (нем. Burg Volmarstein) расположены в одноименном районе город Веттер (Рур) (Германия, федеральная земля Северный Рейн-Вестфалия).

## История
Крепость Фольмарштайн была построена в 1100 году Кёльнским архиепископом Фридрихом I и передана в качестве ленного владения семейству фон Фольмештайн (de:Volmestein). Главной задачей крепости была защита дороги, ведущей из Эннепеталя в Зост. С 1134 года замком владеет первый документально упоминаемый представитель семейств Фольмештайнов Генрих I фон Фольмештайн.
После битвы при Воррингене в 1288 году Бург Фольмарштайн был осаждён, захвачен и частично разрушен графом фон Марк Эберхардом I. После окончания войны за лимбургское наследство и подписания перемирия в 1289 году замок был восстановлен. На протяжении XIV века Бург Фольмарштайн, находящийся на границе Кёльнского архиепископства и графства Марк постоянно участвует как в военной, так и в политической борьбе двух соседей.
C 1394 года замок входит в состав объединённого графства Клеве-Марк, а с 1417 года – в состав герцогства Клевского. При герцоге Иоганне III замок ещё используется, а после его смерти в 1539 году постепенно приходит в запустение.
Бург Фольмарштайн был полностью разрушен в 1754 году, а камни из его строений были разобраны крестьянами из рядом лежащей деревни. В 1818 году руины крепости перешли в наследство графу Филиппу фон Рекке-Фольмаршайну (нем. Philipp von der Recke-Volmarstein). С 1822 по 1854 годы он вкладывает большие средства в реставрацию крепости. В это время была построена опорная стена и донжон, останки которого сегодня являются "визитной карточкой" крепости. 24 июня 1830 во время урагана обрушилась западная половина донжона. Руины замка и сегодня находятся в собственности семейства фон Рекке-Фольмаршайн.
Сегодня руины крепости являются популярной туристической достопримечательностью с прекрасной обзорной площадкой, с которой открываются виды Рура и водохранилища Харкортзее. Ежегодно в августе в Бург Фольмарштайне проводится фестиваль ирландской фолк-музыки